# Паромная улица (Москва)
Паро́мная у́лица (название утверждено 12 июня 1985 года) — улица, расположенная в Южном административном округе города Москвы на территории района Братеево.
Состоит из одной полосы движения в обе стороны. Нумерация домов начинается от улицы Борисовские Пруды.
Улица с 1 декабря 2016 года становится дополнительной территориальной зоной организации платных городских парковок в границах города Москвы.

## Расположение
Паромная улица начинается от улицы Борисовские пруды, идёт на юго-восток и заканчивается переходом в Братеевскую улицу, проходит вдоль Братеевского пруда.

## Происхождение названия
Улица названа в связи с расположенной рядом паромной переправой через Москву-реку, которую построил приказчик Ф. Антонович в XIX веке. Ранее Паромная улица тянулась вдоль Москвы-реки от паромного причала. Нынешняя располагается там, где раньше находилась улица Слободка, на восточной окраине.
Названа 12 июня 1985 года (согласно Решению Исполнительного комитета Московского городского Совета народных депутатов № 1895 от 12 июня 1985 года) (бывший проектируемый проезд № 5397). Этим же решением была упразднена одноимённая улица бывшей деревни Братеево (до 16 марта 1964 года — Набережная улица).

## Примечательные здания и сооружения

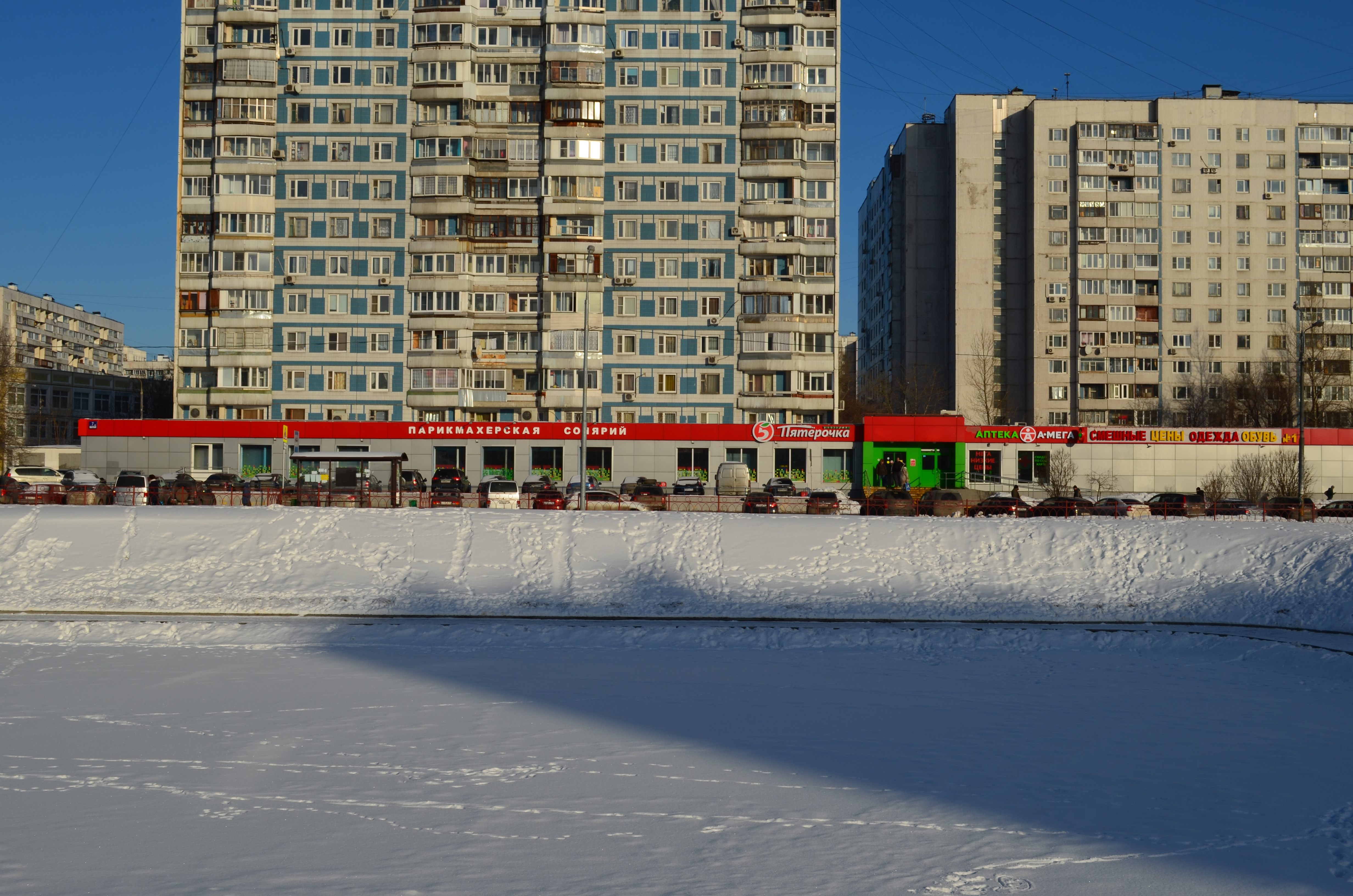
Супермаркет «Пятёрочка» на Паромной улице в 2017-24 годы

### по нечётной стороне
- Дом 1/28 — жилой дом, автозапчасти.
- Дом 3 — жилой дом.
- Дом 5, корпус 1 — автоматическая телефонная станция (АТС) ПАО МГТС, отвечающая (или отвечавшая) за сегмент номеров, начинающихся с (495) 340-, 341-, 342-; детский театр-студия «На семи холмах» (в прошлом).
- Дом 5, корпус 2 — начальная школа № 992.
- Дом 5, корпус 3 — школа № 999 (с гимназическими и спортивными классами). В дни выборов в здании школы располагаются несколько избирательных участков.
- Дом 7, корпус 1 — жилой дом, супермаркет «Пятёрочка», «Росгосстрах», детский клуб «Академики», медицинский центр «Евро-Медика», магазины «Одежда & обувь», «Стройдвор», аптека «A5».
- Дом 7, корпус 2 — жилой дом, Фонд поддержки многодетных семей г. Москвы.
- Дом 7, корпус 3 — жилой дом.
- Дом 7, корпус 5 — пиццерии «Domino’s Pizza» и «Алло! пицца», магазин косметики «Подружка», химчистка «Диана».
- Дом 9, корпус 1 — жилой дом, аптека, стоматология «Вэл-Стом», зоомагазин.
- Дом 9, корпус 2 — РЭУ № 22, ГБУ «Жилищник района Братеево», Инженерная служба, центральная диспетчерская.
- Дом 9, корпус 4 — небольшой торговый центр «Ассортида», кафе-бар «Сказка».
- Дом 11/31 — жилой дом, магазин «Дикси», алкомаркет «Норман», туристическая компания «Коллекция путешествий», парикмахерская.

### по чётной стороне
- нет.

## Транспорт

### Метро
К Паромной улице выходит северный выход станции Замоскворецкой линии метро «Алма-Атинская», которая открылась 24 декабря 2012 года.

### Автобусные маршруты
- 708: «Южные ворота» — станция метро «Алма-Атинская» — станция метро «Марьино» — станция метро «Люблино».
- с827: Ключевая улица, дом 24 — станция метро «Алма-Атинская» — станция метро «Борисово» — «платформа Москворечье» (только по будним дням).